# 夏邦謨
夏邦謨（1484年—1564年），字舜俞，號松泉，四川涪州（今重慶市墊江縣）人，明朝政治人物。

## 生平
治《易經》，由國子生中式四川鄉試第十二名舉人，年二十五歲中式正德三年（1508年）戊辰科會試第一百五十五名，第二甲第五十八名進士，授戶部主事，遷吏部員外郎，正德十年（1515年）京察，以“才力不及”，謫運司判官，歷通州知州，正德十五年（1520年）十一月升贵州按察司僉事。
嘉靖二年（1523年）四月升雲南布政司左参议，四年五月升湖广按察司副使，歷江西按察副使，十三年六月升雲南右参政，十四年七月升福建按察使，十月升广西右布政使，十六年十一月升贵州左布政使，调江西左布政，十八年闰七月擢都察院右副都御史、督理粮储兼巡抚应天等处，并剿平海盜秦璠黃良之亂。二十一年二月升南京戶部侍郎，二十三年十一月改北京户部右侍郎，二十四年四月升本部左侍郎，二十五年三月晉升南京戶部尚書，二十六年九月召入为戶部尚書，二十八年九月改任吏部尚書，三十年二月令致仕。嘉靖四十三年（1564年）七月去世。

## 家族
曾祖夏輔。祖夏友綸。父夏彦策。母郭氏。具庆下，兄邦勲、弟邦功、邦齊、邦问。